# Gyalpo Dawa
Pour les articles homonymes, voir Dawa (prénom tibétain).
Gyalpo Dawa aussi appelé Doctor Dawa, né à Lhassa en 1958 est un médecin tibétain.

## Biographie
Gyalpo Dawa est né à Lhassa en 1958. En 1975, il est diplômé de l'Université médicale de Lhassa où il a acquis une formation en médecine et pharmacologie. En 1976, il est devenu membre du Comité de recherche de médecine tibétaine traditionnelle. En 1980 il a complété sa formation à l'Institut de recherche médicale et à l’École d'Art Botanique de Chine. En 1983, il obtient un diplôme pour son examen final à l'Université médicale de Lhassa.
Le Docteur Dawa s'est enfui de Lhassa pour l'Inde en juillet 1988. Le 14e dalaï-lama lui a conseillé de poursuivre et de compléter son projet visant à catégoriser les plantes de la médecine tibétaine, avec le soutien de l'Institut de médecine et d'astrologie tibétaine. Il a poursuivi durant quatre ans ses recherches pour la publication de son travail sous la forme d'un livre. Il travaille à un deuxième volume de cette collection.
Entre 2005 et 2010, il a été le directeur de l'Institut de médecine et d'astrologie tibétaine, à Dharamsala.
Il enseigne à l'International Institute of Higher Tibetan Studies (IIHTS) à Hüttenberg, en Autriche.